# Duellmanohyla schmidtorum
Duellmanohyla schmidtorum és una espècie de granota que viu a Guatemala i Mèxic.
Està amenaçada d'extinció per la pèrdua del seu hàbitat natural.